# Weimar Roldán
Weimar Alfonso Roldán Ortiz (Medellín, 17 de mayo de 1985) es un ciclista colombiano de pista y ruta. Desde 2017 corre para el equipo profesional de categoría Continental Medellín.

## Palmarés en pista
2005
- Campeonato Panamericano de Ciclismo en Pista, prueba de Keirin

2008
- Campeonato Panamericano de Ciclismo en Pista en la prueba de persecución por equipos

2009
- Dos etapas del Gran Caracol de Pista
- Copa del Mundo de ciclismo en pista de 2009-2010 de Cali, persecución por equipos

2010
- Juegos Centroamericanos y del Caribe, persecución por equipos
- Juegos Centroamericanos y del Caribe, Madison
- 2.º en Copa del Mundo de ciclismo en pista de 2010-2011 de Cali, persecución por equipos
- Campeonato Panamericano de Ciclismo en Pista en la prueba de persecución por equipos
- Campeonato Panamericano de Ciclismo en Pista en la Carrera por puntos
- Campeonato Panamericano de Ciclismo en Pista en Madison o Americana

2011
- Campeonato Panamericano de Ciclismo en Pista en la prueba de persecución por equipos
- Copa del Mundo de ciclismo en pista de 2011-2012 en Madison o Americana

2012
- Copa del Mundo de ciclismo en pista de 2012-2013, Persecución por equipos

2014
- Juegos Sudamericanos ciclismo en Pista, Persecución por Equipos
- Juegos Centroamericanos y del Caribe ciclismo en Pista, Persecución por Equipos
- Juegos Centroamericanos y del Caribe ciclismo en Pista, Carrera por Puntos,

2022
- 1 etapa de la Vuelta al Tolima

## Palmarés en ruta
| 2005 - Campeonato Panamericano en Ruta, prueba Contrarreloj Sub-23 2006 - 1 etapa de la Vuelta de la Juventud de Colombia - 1 etapa de la Clásica de Guarné 2008 - 1 etapa de la Vuelta al Valle del Cauca - 1 etapa de la Clásica del Meta - 1 etapa de la Clásica Nacional Marco Fidel Suárez 2009 - 1 etapa de la Vuelta del Huila - 1 etapa de la Vuelta a Venezuela - 1 etapa de la Clásica Nacional Marco Fidel Suárez 2010 - 1 etapa de la Clásica Rionegro - 1 etapa del Clásico El Colombiano 2011 - 1 etapa de la Clásica Rionegro - Campeonato de Colombia en Ruta 2012 - 1 etapa de la Clásica Nacional Marco Fidel Suárez - 1 etapa del Clásico El Colombiano - Clasificación de las metas volantes en la Vuelta a México 2013 - 1 etapa de la Clásica de Rionegro - 1 etapa de la Clásica Nacional Ciudad de Anapoima - 1 etapa del Tour de Río - 1 etapa del Clásico El Colombiano, Colombia | 2014 - 1 etapa en la Clásica de Rionegro, Colombia - 1 etapa de la Vuelta a Colombia 2015 - Circuito Feria de Manizales, (Manizales) Colombia - 1 etapa de la Vuelta al Tolima - 1 etapa del Clásico RCN - 1 etapa del Tour de Río 2016 - 1 etapa de la Vuelta al Tolima - 1 etapa de la Vuelta a Antioquia - 1 etapa de la Clásica de El Carmen de Viboral - 1 etapa de la Vuelta a Chiriquí 2017 - 1 etapa de la Clásica de Rionegro - 1 etapa de la Vuelta a Asturias - 1 etapa del Clásico RCN 2019 - 1 etapa de la Vuelta a Colombia 2022 - 1 etapa de la Vuelta al Tolima |

## Equipos
- EPM-UNE (2013)
- EPM-UNE Área Metropolitana (2014-2015)
- EPM Tigo-Une Área Metropolitana (2016)
- Medellín (2017-)

## Pintor
Weimar Roldán es también pintor. Estudia pintura en la Fundación universitaria de bellas artes (FUBA) de Medellín y pinta entre otros temas del deporte ciclista.